# Вулиця Квіткова (Черкаси)
Ву́лиця Квітко́ва — вулиця в Черкасах.

## Розташування
Вулиця починається від вулиці Сумгаїтської і простягається перпендикулярно їй на південь. Закінчується тупиком серед новобудов. У 2024 році було проведено тендер на будівництво вулиці, щоб продовжити її до Хоменка. Таким чином планують з’єднати два мікрорайони – «Південно-західний» та «Вокзальний», а протяжність від вулиці Сумгаїтської до Хоменка буде більше 1 км.

## Опис
Вулиця вузька та не асфальтована, розташовуються склади деяких виробництв, поряд зводиться кілька житлових будинків. За словами міського голови Анатолія Бондаренка, вулиця є складовою частиною генерального плану розвитку Черкас, тому згодом, після розчищення території від чагарників та сміття, тут мають облаштувати дощову каналізацію та дорожнє покриття.

## Походження назви
Походження назви невідоме. Вулиця була закладена в сімдесятих роках двадцятого століття як і весь мікрорайон, де вона знаходиться. 

## Будівлі
По вулиці розташовано один багатоповерховий житловий будинок під номером 13.